# 基督教香港崇真会救恩堂

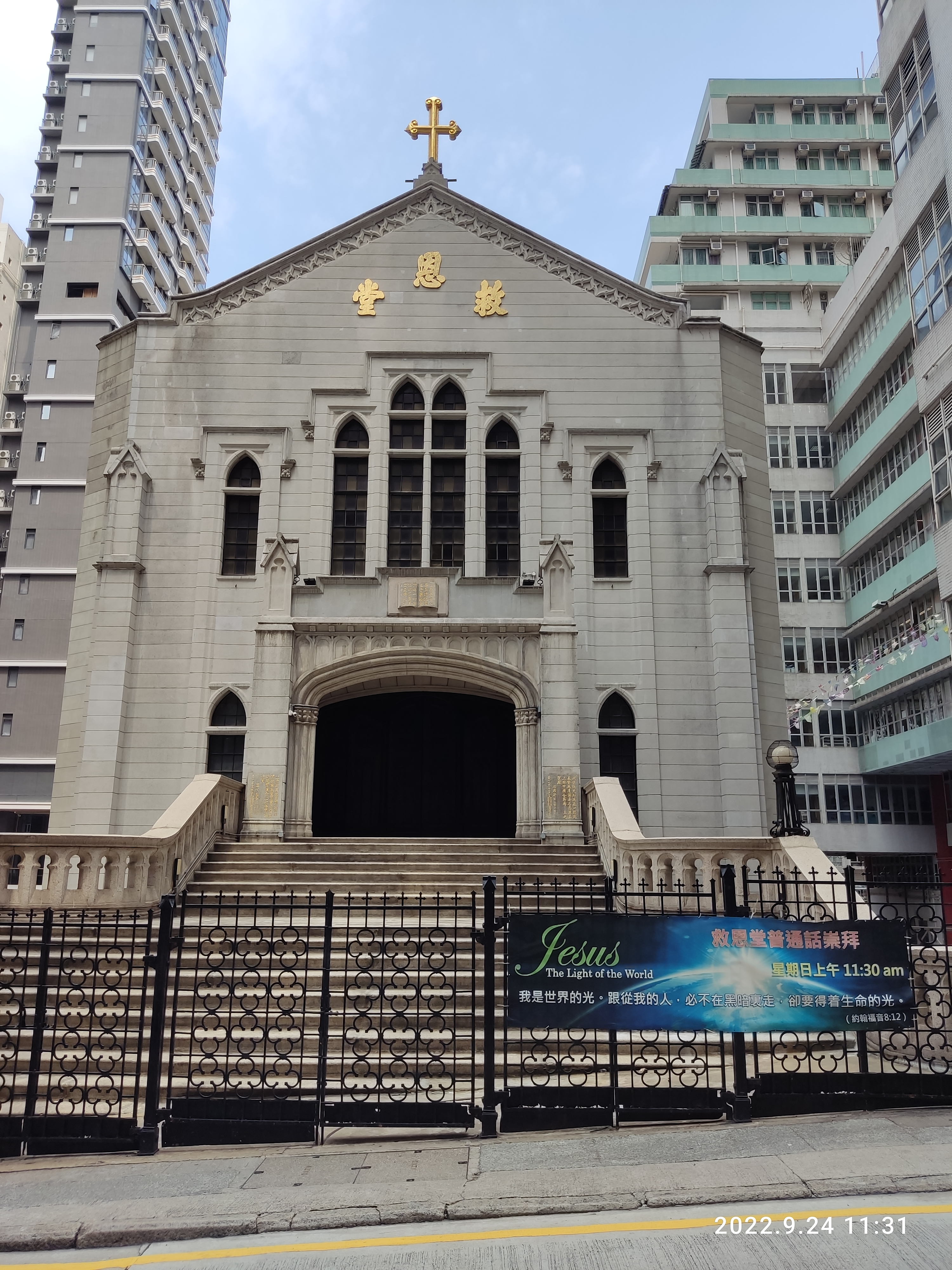
基督教香港崇真会救恩堂

基督教香港崇真会救恩堂（キリストきょうホンコンすうしんかいきゅうおんどう、中国語: 基督教香港崇真会救恩堂、英語: Tsung Tsin Mission of Hong Kong Kau Yan Church）、別名は香港救恩堂、は香港中西区にあるプロテスタントの教会である。現在の教会建築はネオ・ゴシック様式の建物であり、1932年に建築し、2011年9月2日に香港一級歴史建築に登録した。